# 盐场镇
盐场镇，是中华人民共和国陕西省汉中市镇巴县下辖的一个乡镇级行政单位。

## 行政区划
盐场镇下辖以下地区：
天井村、响洞村、柳家河村、南沟村、奎星村、盐场村、紫坪村、大田坝村、源滩村、龙溪村和毛坝村。